# Deutsches Recht (Rechtstradition)
Unter deutschem Recht wird rechtshistorisch das auf germanischen Stammesrechten beruhende und dabei insbesondere auf sächsische und fränkische Rechtsauffassungen zurückgehende Recht verstanden. Es bildet zusammen mit dem römischen Recht und dem kanonischen Recht eine Trias von Rechtsquellen, die ab dem Hochmittelalter das Gemeine Recht bildeten und damit maßgeblich für die Entwicklung des europäischen Rechts waren.
Das deutsche Recht in diesem Sinne darf nicht mit dem heute in Deutschland geltenden Recht verwechselt werden. Der Begriff bezieht sich allein auf eine historische Epoche und deren Rechtstraditionen, die im frühmittelalterlichen 6. Jahrhundert beginnt und bis ins frühe 12. Jahrhundert reicht. Zwar streitig, dennoch mehrheitlich, geht die moderne Forschung davon aus, dass sich im Mittelalter ein „einheitliches gesamtdeutsches Recht“ gebildet habe. Bis heute bestehen die deutsch-kanonisch-römischrechtlichen Traditionen in Deutschland nebeneinander. Die geltende Rechtsordnung speist sich aus allen diesen Quellen. So sind beispielsweise im deutschen BGB die Regelungen des Eigentums römischrechtlich beeinflusst, die des Besitzes deutschrechtlich.

## Germanisches bis mittelalterliches Recht
Das ältere germanische Recht war ein mündlich überliefertes Gewohnheitsrecht der Volksgerichte (Thing). Zur Zeit der Völkerwanderung entstanden für die Angehörigen der einzelnen Stämme jeweils Stammesrechte, germanische Volksrechte. Im Fränkischen Reich trat das auf königlichen Verordnungen (Kapitularien) beruhende Reichsrecht hinzu – frühmittelalterliche Kaiserstaatsgewalt, umgeben von fest umrissenen adelig klerikalen Kulturstrukturen.
In der Zeit des Mittelalters entwickelten sich die aus den frühmittelalterlichen Ranggesellschaften herrührenden Stammesrechte zu Landrechten für die Bevölkerung eines bestimmten geografischen Raumes. Daneben bestanden Sonderrechte für bestimmte Berufs- oder Personenkreise, Lehns-, Hof- und Stadtrechte. Grundsätzliche Orientierung für die Rechtsordnung gaben die Besitzverhältnisse an Grund und Boden sowie die mit ihm verbundenen Leistungen und Abgabepflichten. Die Rechtsordnung des Adels bestand im Wesentlichen im Lehnsrecht. Die Bauern waren zum Teil freie und rechtlich unabhängige Grundbesitzer und zum Teil in kirchliche oder adelige Grundherrschaft eingegliedert. Die Reichsgesetzgebung beschränkte sich im Übrigen auf einzelne Verfassungsgesetze, so beispielsweise die Goldene Bulle von 1356. Im 13. Jahrhundert entstandene Rechtsbücher, wie das Mühlhäuser Reichsrechtsbuch, der Sachsenspiegel oder der Schwabenspiegel, trugen zu größerer Rechtsangleichung bei. Insbesondere der Sachsenspiegel überdauerte die Zeit des späteren Mittelalters und der frühen Neuzeit recht unbeschadet, weshalb Quellenzitate des Mittelalters hieraus bei Heineccius und Beyer dominierten. Das deutsche Recht des Mittelalters war inhaltlich stark von sittlich-rechtlicher Auseinandersetzung geprägt und trug einen genossenschaftlich orientierten, sozialen Geist. Elementare Gefühle, wie Rache bei Ehr- und Körperverletzung, und Werte wie Kraft und Mut waren außerordentlich vital.
Im naturalwirtschaftlich geprägten Agrarland Deutschland ankerte die Gesellschaftsordnung im Feudalismus: Die Oberschicht, der sich in verschiedene ständische Gruppen unterteilende, landbesitzende Adel baut sich auf der einen Seite auf, die Unterschicht, die landbebauende bäuerliche Bevölkerung entwickelt sich auf der anderen Seite. Erst mit Anbruch des Hochmittelalters, mithin ab der zweiten Hälfte des 12. Jahrhunderts, entwickelten sich mit den Städten Handel und Gewerbe im geldwirtschaftlichen Sinne und damit ordnungsrechtliche Aspekte der Verhältnisse am Grundbesitz. Ein Staat mit Beamtenapparat, stehendem Heer und Polizei war freilich noch nicht vorhanden. Die im Hochmittelalter geschaffene Ständeordnung blieb in ihren Grundzügen bis zu den Zeiten der französischen Revolution bestehen. Markiert war die Gesellschaftsordnung durch ein beschränkt befugtes Bürgertum und den Vorzug des Adels bei gleichzeitigem Ausschluss der Bauern von der politischen Willensbildung.
Hervorzuheben ist, dass das Hochmittelalter ein besonders ausgeprägtes Prozesswesen kannte. Anders als heute, oblagen dem Richter im Rechtsverfahren nur die Verhandlungsführung und die Verkündung des Urteils, das er bei den Schöffen (in den Grafengerichten waren das Grundbesitzer des Gerichtssprengels) zu erfragen hatte. Dem Richter selbst kam keine Entscheidungsgewalt zu. Die zugrundeliegenden Parteianträge erzeugten strenge Bindungswirkung, was zum Brauch führte, sie an Fürsprecher zu delegieren, um ihnen Disponibilität zu verleihen. Als Beweismittel dienten der Eid (häufig ausgetragen mit Eideshelfern) und der gerichtliche Zweikampf, der als Gottesurteil über Schuld und Unschuld entschied. Urteile waren nicht im modernen Sinne rechtsmittelbehaftet, konnten aber „gescholten“ werden, was in der Folge einen unmittelbaren Prozess zwischen der vortragenden Partei und dem Richter nach sich zog. An Strafen war aus der germanischen Zeit die Bußzahlung tradiert, aus dem Frühmittelalter körperliche Verstümmelungen. Daneben trat im Hochmittelalter eine insgesamt schärfere Gangart durch peinliche Befragungen, talionsrechtliche Spiegelstrafen und die Todesstrafe unter Martern, für die das Spätmittelalter und die ersten Jahrhunderte der Neuzeit berüchtigt werden sollten.

## Zweite Hälfte des 15. Jahrhunderts bis zur Rechtsvereinheitlichung Ende des 19. Jahrhunderts
Zwischen dem 13. und 16. Jahrhundert entstanden die Universitäten des Mittelalters. Mit ihnen entwickelte sich ein gelehrter Juristenstand, der in Latein unterrichtete. Ausgebildet wurde im geschriebenen römischen und dem von der katholischen Kirche geschaffenen kanonischen Recht. Durch das Auftauchen der ersten gelehrten Juristen in der deutschen Rechtspraxis begann die Rezeption des römischen Rechts, denn die mittelalterliche Kultur war eine lateinisch geprägte Kultur. Es entstand eine Vielzahl schriftlich festgehaltener offizieller und privater Arbeiten. Aus der Kaiser Friedrich III. zugeschriebenen Reformation der Verfassungsstrukturen lässt sich zudem ablesen, dass Rechtsdoktoren in den 1440er Jahren in erheblicher Anzahl bereits ihre Stimmen bei Ratsversammlungen und in der Gerichtsbarkeit erhoben.
Seit der zweiten Hälfte des 15. Jahrhunderts wurde das deutsche Recht durch das spätrömische Recht des Corpus Iuris Civilis und das in Italien gelehrte zeitgenössische Recht beeinflusst. Das römische Recht galt zwar nur subsidiär zu den Orts- und Landrechten, doch wurden diese vielfach romanisiert, also an das römische Recht angepasst. Der Übergang vom mündlichen Verfahren zum geheimen Aktenprozess bewirkte eine Entfremdung zwischen Justiz und Volk. 
Eine entscheidende Wende trat mit der Aufklärung ein, denn es wurde eine neue Gesellschaftslehre entwickelt, die sich von der Gesellschaftsform des Mittelalters verabschiedete. Die Gliederung nach Geburts- und Berufsständen machte dem Ideal Platz, dass alle Menschen in gleicher Weise „frei“ sind, was neue rechtliche Institutionen an die Tagesordnung rief und den Gedanken einer modernen Demokratie entstehen ließ. Seit dem 18. Jahrhundert erstarkte so das deutsche Recht wieder, insbesondere unter dem Einfluss des Naturrechts. Die neuen Gesetzbücher, so das PrALR und das österreichische ABGB, erneuerten eine Reihe germanischer Rechtsgedanken. Straf-, Verfahrens- und bürgerliches Recht wurden einem Gesellschaftsideal unterworfen, das auf innere Zweckmäßigkeit und Humanität ausgerichtet war.  

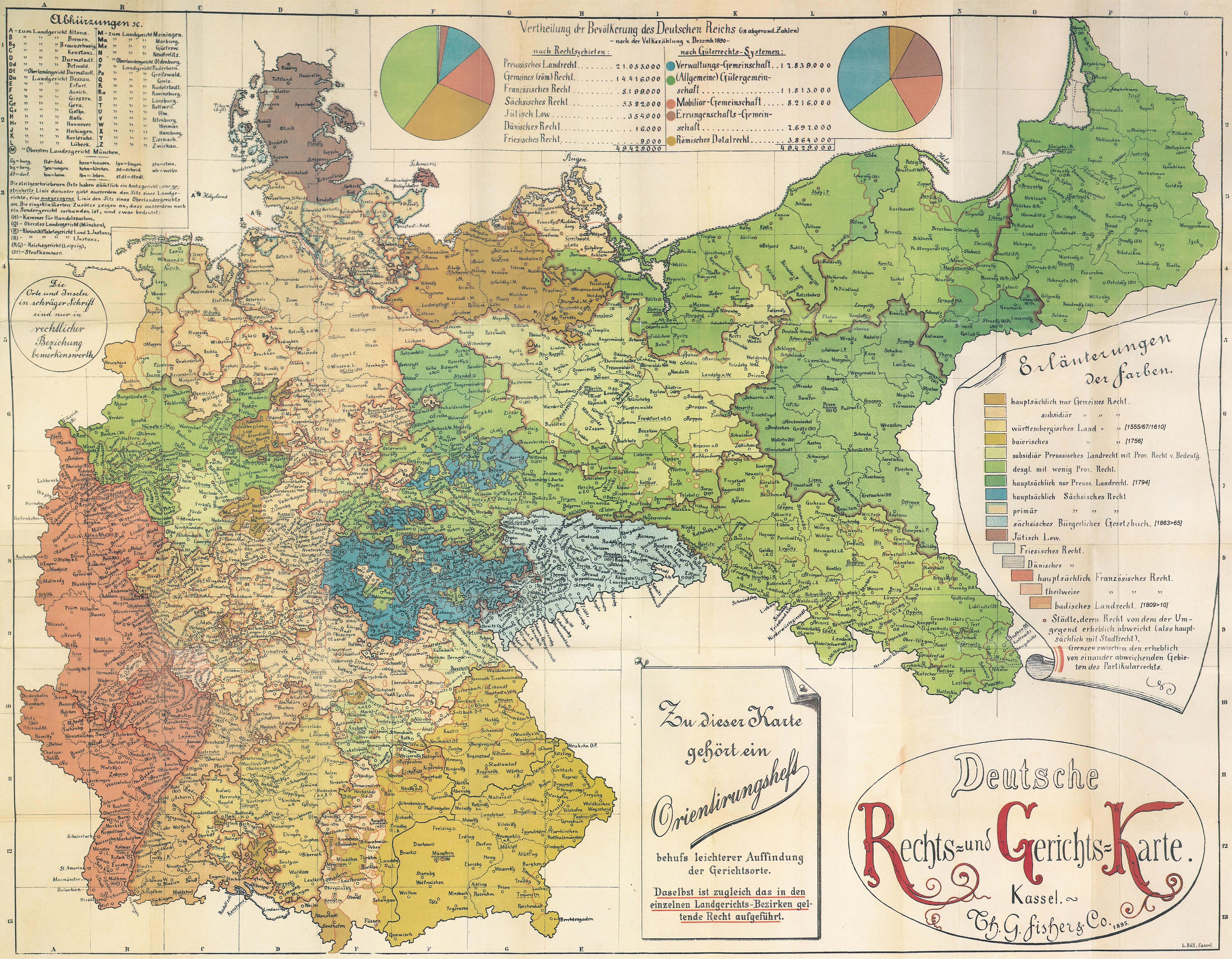
Deutsche Rechts- und Gerichtskarte (1895)

Indem sie die gemeinsame Grundlage der deutschen Partikularrechte aufdeckte, erwarb sich im 19. Jahrhundert die deutsche Historische Rechtsschule um Friedrich Carl von Savigny große Verdienste um das deutsche Recht. Triebfedern um den Begründer des germanistischen Zweigs der Rechtsschule, Karl Friedrich Eichhorn, waren Jacob Grimm und Georg Beseler und Otto von Gierke. Mit der Reichsgründung von 1871 wurde eine weitgehende Rechtseinheit gewonnen und die Phase der großen Kodifikationen eingeleitet (z. B. StGB, StPO, ZPO, HGB, BGB). Im Prozessrecht kehrte man zu den Grundsätzen der Öffentlichkeit und der Mündlichkeit zurück. In dieser Zeit endete die direkte Wirksamkeit der Traditionen des „deutschen Rechts“, das fortan vor allem rechtshistorisch von Bedeutung war.